# Erriberagoitia
Pour les articles homonymes, voir Ribera Alta.
Erriberagoitia en basque ou Ribera Alta en espagnol est une commune d'Alava, située dans la communauté autonome du Pays basque en Espagne.

## Histoire
En avril 1674, durant la guerre de Hollande, le régiment de Flandre dégage la cavalerie française lors du combat de Morillas.

## Hameaux
La commune comprend les hameaux suivants :
- Antezana de la Ribera, concejo ;
- Anuntzeta (Anúcita en espagnol), concejo ;
- Arbígano, dépend du concejo de Pobes ;
- Arreo, concejo ;
- Artaza-Escota, concejo, qui comprend les hameaux de Artaza et Escota ;
- Barrón, concejo ;
- Basquiñuelas, concejo ;
- Caicedo-Sopeña, concejo ;
- Castillo-Sopeña, dépend du concejo de Pobes ;
- Hereña, concejo ;
- Lasierra, concejo ;
- Leciñana de la Oca, concejo ;
- Mimbredo, hameau non répertorié[2] ;
- Morillas, concejo ;
- Nuvilla, dépend du concejo de Pobes ;
- Ormijana, concejo ;
- Paúl, concejo ;
- Pobes, concejo, chef-lieu de la commune ;
- San Miguel, dépend du concejo de Pobes ;
- Subijana-Morillas, concejo ;
- Tuyo, concejo ;
- Villabezana, concejo ;
- Villaluenga, concejo ;
- Villambrosa, concejo ;
- Viloria, concejo.